# Мусіївська сільська рада (Міловський район)
| Мусіївська сільська рада — колишній орган місцевого самоврядування у Міловському районі Луганської області з адміністративним центром у с. Мусіївка. Водоймища на території, підпорядкованій даній раді: річка Комишна. Сільській раді підпорядковані населені пункти: - с. Мусіївка - с. Кирносове |

## Склад ради
Рада складається з 14 депутатів та голови.

### Керівний склад ради
| ПІБ                           | Основні відомості                                                                                     | Дата обрання | Дата звільнення |
| ----------------------------- | --- | ------------ | --------------- |
| Мірошник Микола Олександрович | Сільський голова, 1957 року народження, освіта, член Партії національно-економічного розвитку України | 26.03.2006   | 31.10.2010      |
| Мирошник Микола Олександрович | Сільський голова, 1957 року народження, освіта вища, член Партії регіонів                             | 31.10.2010   |                 |

Примітка: таблиця складена за даними джерела